# General Carneiro (Paraná)
Pour les articles homonymes, voir General Carneiro et Carneiro (homonymie).

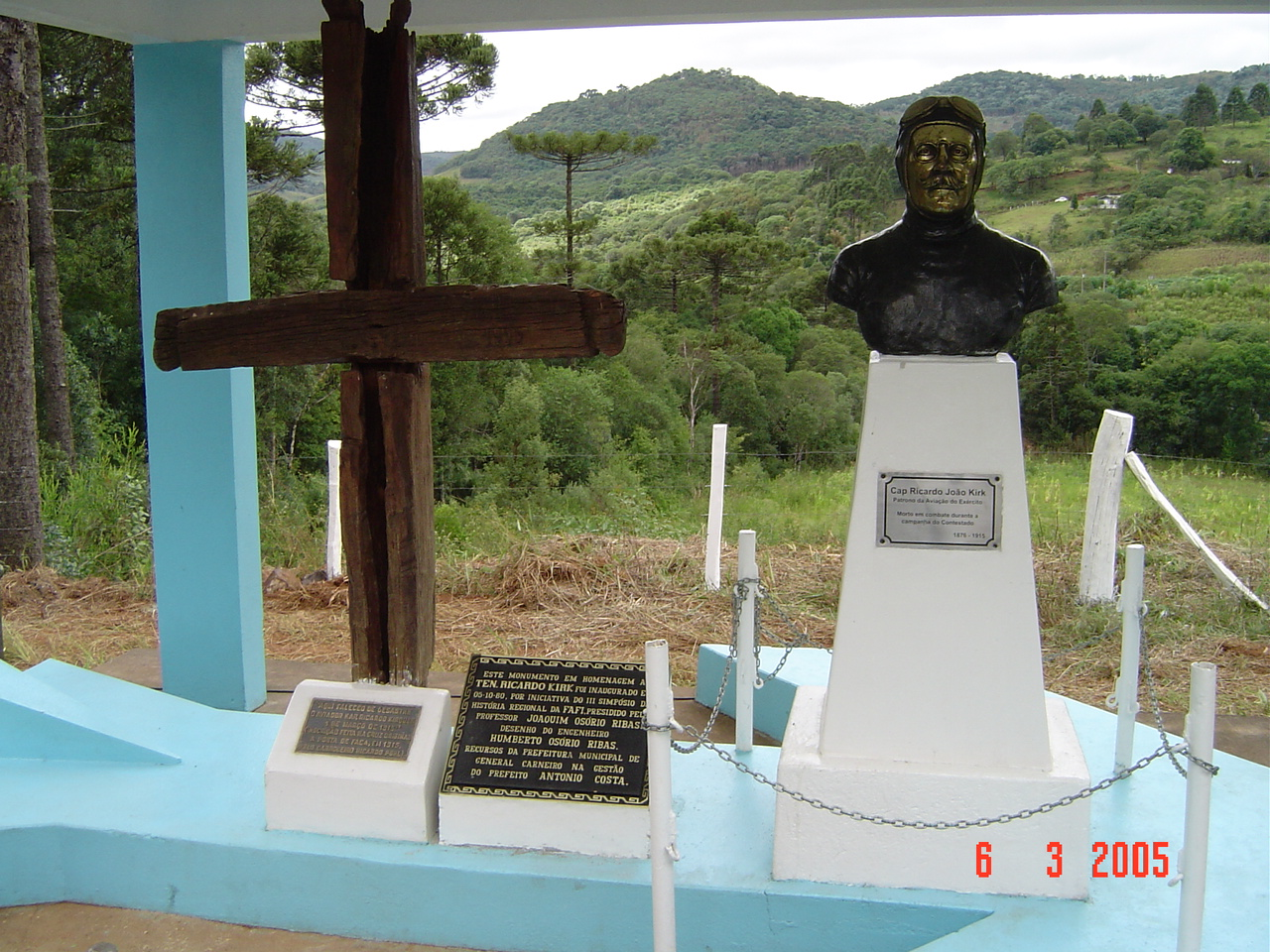
General Carneiro - Vue

General Carneiro est une ville brésilienne du sud-est de l'État du Paraná. Elle se situe par une latitude de 26° 25′ 39″ sud et par une longitude de 51° 18′ 56″ ouest, à une altitude de 983 mètres. Sa population était estimée à 15 830 habitants en 2006. La municipalité s'étend sur 1 070 km2.

## Maires
| Période | Période | Identité       | Étiquette | Qualité |
| ------- | ------- | -------------- | --------- | ------- |
| 2009    | 2012    | Ivanor Dachery | PSB       |         |

## Villes voisines
General Carneiro est voisine des municipalités (municípios) suivantes :
- Palmas
- Bituruna
- Porto Vitória
- Porto União dans l'État de Santa Catarina
- Matos Costa dans l'État de Santa Catarina
- Calmon dans l'État de Santa Catarina
- Caçador dans l'État de Santa Catarina
- Macieira dans l'État de Santa Catarina
- Água Doce dans l'État de Santa Catarina